# トマーシュ・ロシツキー
トマーシュ・ロシツキー（Tomáš Rosický, チェコ語発音: [ˈtomaːʃ ˈrosɪtskiː] ( 音声ファイル); 1980年10月4日 - ）は、チェコ・プラハ出身の同国代表の元サッカー選手。ポジションはミッドフィールダーであり、チェコ代表ではキャプテンも務めた。ピッチの中盤を統制するその能力から、「リトル・モーツァルト」の愛称で親しまれた。
地元のスパルタ・プラハでキャリアを始め、3シーズンを過ごした後の2001年に当時のブンデスリーガ記録となる2,500万マルクの移籍金でボルシア・ドルトムントへ移籍した。2006年にアーセナルへ移籍し、公式戦に200試合以上出場した。2016年には古巣のスパルタ・プラハに復帰し、2017年限りで現役を引退した。2018年末からスパルタ・プラハのスポーツ・ディレクターを務めている。
2000年にA代表デビューを飾り、2006年から2016年まで10年間キャプテンを務めた。3度のUEFA欧州選手権と2006 FIFAワールドカップのメンバーに選出され、2015年6月12日には100キャップを記録した。

## クラブ経歴

### スパルタ・プラハ
かつてスパルタ・プラハに所属していたサッカー選手である父イジーと卓球選手であった母エヴァの間にプラハで生を受けた。ČKDコンプレソリー・プラハでサッカーを始め、兄イジーとともに1987年にスパルタ・プラハに加入した。1999年4月14日に行われたカップ戦の1.FCブルノ戦でトップチームデビューを果たすと、5月16日に行われたFKヤブロネツ97戦でリーグデビューを飾り、その後の2試合もスターティングメンバーとして出場した。翌シーズンからは多くの出場機会を与えられ、9月11日に行われ7-0で勝利したSKディナモ・チェスケー・ブジェヨヴィツェ戦で2得点を挙げ、初得点を記録した。スパルタ・プラハでレギュラーとして活躍し、1998-99シーズンと1999-2000シーズンは2シーズン連続で国内リーグのタイトルを獲得した。1999年にはチェコサッカー協会による表彰で「タレント・オブ・ザ・イヤー」を受賞し、UEFAチャンピオンズリーグ 2000-01のシャフタール・ドネツク戦とアーセナル戦でゴールを記録するなどチャンピオンズリーグでも印象深い活躍を見せ、インテル、ラツィオ（ともにセリエA）、バイエルン・ミュンヘン（ブンデスリーガ）、アーセナル（プレミアリーグ）などのビッグクラブから獲得のオファーが来る中、クラブは2001年1月にボルシア・ドルトムントからのオファーを受け入れた。

### ボルシア・ドルトムント

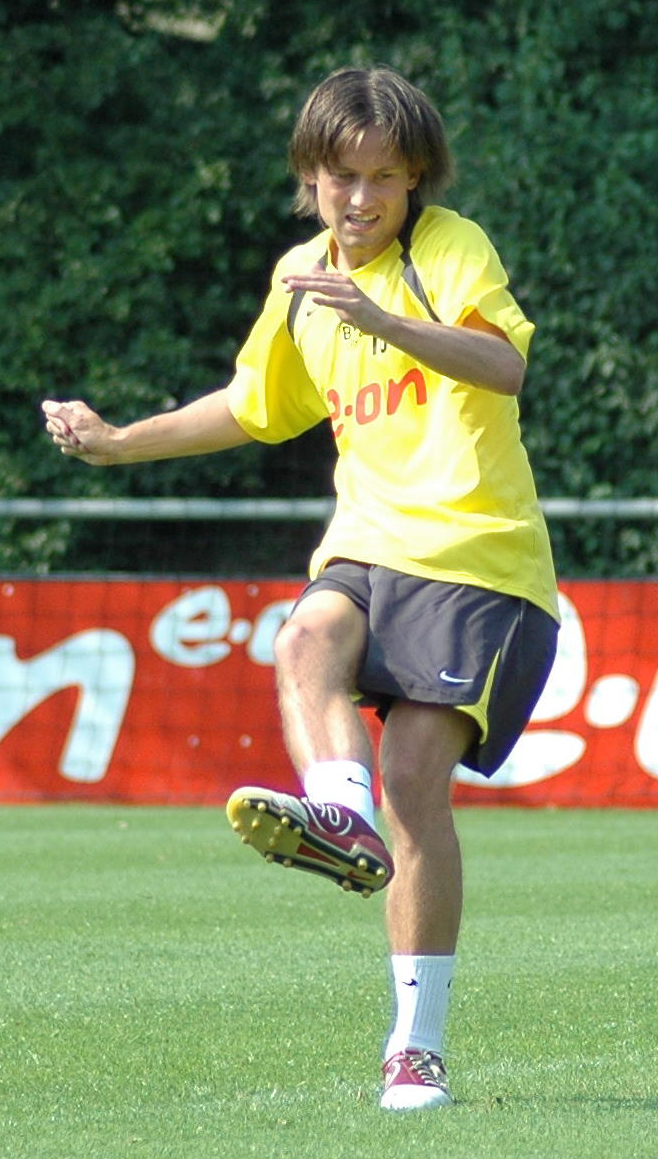
ドルトムント時代（2006年）

2001年1月9日にボルシア・ドルトムントと5年間の契約を結び、背番号は10番を与えられた。移籍金の2,500万マルクは当時ブンデスリーガ史上最高額となる移籍金額であり、チェコの選手が国外のクラブに移籍する際に支払われた金額としても史上最高額であった。
ドルトムントでは2001年1月14日に行われたDFBハレンポカールでドルトムントデビューを飾り、2001年2月2日に行われた1860ミュンヘン戦に60分から出場し、ブンデスリーガデビューを果たした。
2001年8月11日のVfLヴォルフスブルク戦で初得点を挙げ、2001-02シーズンは中心選手としてマイスターシャーレ獲得に貢献し、フェイエノールトに敗れはしたが、チームはUEFAカップの決勝にも進出した。ロシツキーは加入してから始めの2シーズン半の間にリーグ戦75試合に出場し、9ゴールと20アシストを記録した。2003年7月にはクラブと2008年までの契約延長に合意し、シーズン終了後にはチェコの記者投票により選出されるゴールデン・ボール賞を受賞した。
2003年のDFLリーガポカールではHSVに2-4で敗れたものの決勝戦に進出したが、ロシツキーは2003-04シーズンを「最悪のシーズン」だったと振り返り、クラブはチャンピオンズリーグ本戦への出場を逃し、自身も2004年2月28日のブレーメン戦で腕を骨折するなど苦しみ、チームは2004-05シーズンのチャンピオンズリーグ出場権も逃す結果に終わった。
チームの財政難から移籍話が絶えず、自身も2005-06シーズン終了後にはドルトムントからの移籍を希望し、一時はアトレティコ・マドリードと合意間近と見られていたが、最終的にアーセナルへ移籍が決定した。

### アーセナル

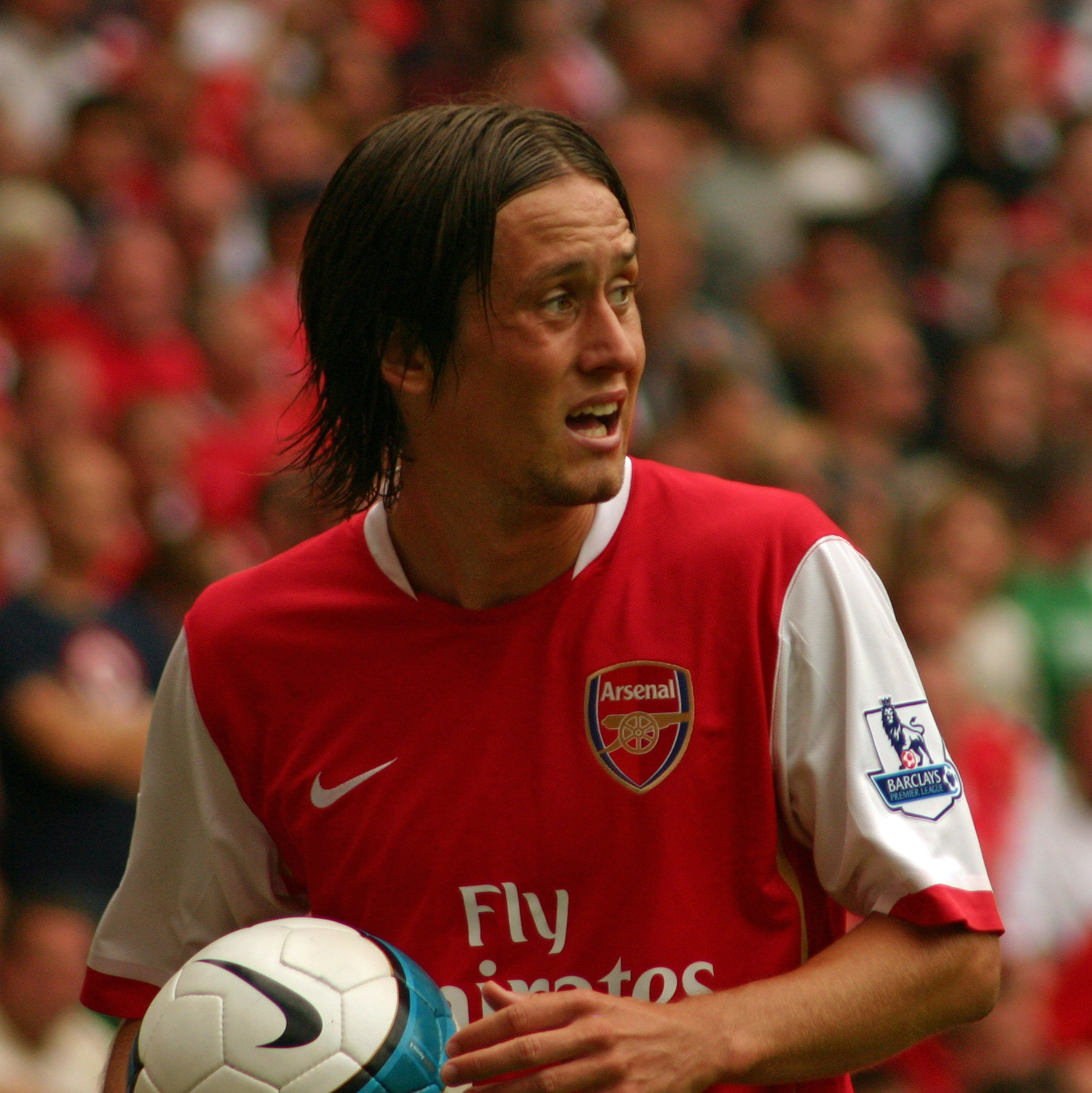
アーセナルでプレイするロシツキー（2007年）

2006年5月23日にアーセナルと契約を結んだ。移籍金の額は公表されていないが、1000万ユーロだと言われている。8月8日に行われたチャンピオンズリーグ予備予選3回戦のディナモ・ザグレブ戦でデビューを飾り、9月13日に行われたハンブルガーSV戦でロングレンジからシュートを決め、初得点を記録した。リーグ戦初得点は、2007年2月11日に行われたウィガン・アスレティック戦で決めたものである。
2008年1月26日に行われたFAカップのニューカッスル・ユナイテッド戦でハムストリングを負傷。当初は数週間で復帰する見込であると伝えられていたが、最終的に残りのシーズンを欠場することとなった。オフに手術を受け、9月に復帰する予定であるとされていたが怪我は完治せず、11月に2度目の手術を受けた。
長いリハビリを経て2009年5月14日に全体練習に復帰したが、アーセン・ヴェンゲル監督の判断により、2008-09シーズンは一試合も出場することなくシーズンを終えた。
2009年7月18日に行われたバーネットとのプレシーズンマッチにキャプテンマークを巻いて前半の45分間に出場し、18ヶ月ぶりにピッチに立った。復帰戦となった9月12日に行われたマンチェスター・シティ戦には52分から出場し、2-4で敗れたものの、1ゴール、1アシストの活躍を見せた。
2015-16シーズンの最終日に2016年7月の契約満了に伴い、10年間在籍したアーセナルを退団することが発表され、2015年5月15日にアーセナルがアストン・ヴィラに4-0で勝利した試合後にはロシツキーの7番のユニフォームを着た多くの選手たちに拍手で迎えられピッチに入場した。

### スパルタ・プラハ復帰
2016年8月30日にプロデビューを飾ったスパルタ・プラハに加入することが発表され、背番号は10番に決まった。2016年9月10日に行われ、2-2で引き分けたムラダー・ボレスラフ戦に72分から交代で出場し、国内リーグにおける再デビューを果たした。    このシーズンは怪我の影響で一試合の出場のみにとどまった。翌シーズンには加入後初得点を記録したが、2017年12月20日、現役引退を発表した。理由について、｢引退が近づいていることは知っていた。試合への準備がどんどん難しいものになっていった。私の心はプレーしたがったが、体がそれを拒否した。最近は私の心も体と同じように拒否したんだ。｣と語っている。2018年6月9日に行われた引退記念マッチでは古巣アーセナルやドルトムントの選手を含め、ロシツキーに縁のある選手が集まり、父・兄弟・息子もピッチに登場。締めとなる最後のゴールは息子が決めた。

## 代表経歴
各年代の代表を経た後、2000年2月23日に行われた親善試合のアイルランド代表戦でA代表デビュー。同年に開催されたUEFA EURO 2000のメンバーに選出され、出場停止処分を受けていたパトリック・ベルゲルに代わりグループリーグの2試合に出場したが、チームは2連敗を喫した。3戦目のデンマーク代表戦はベルゲルがメンバーに復帰したため、出場機会は与えられなかった。

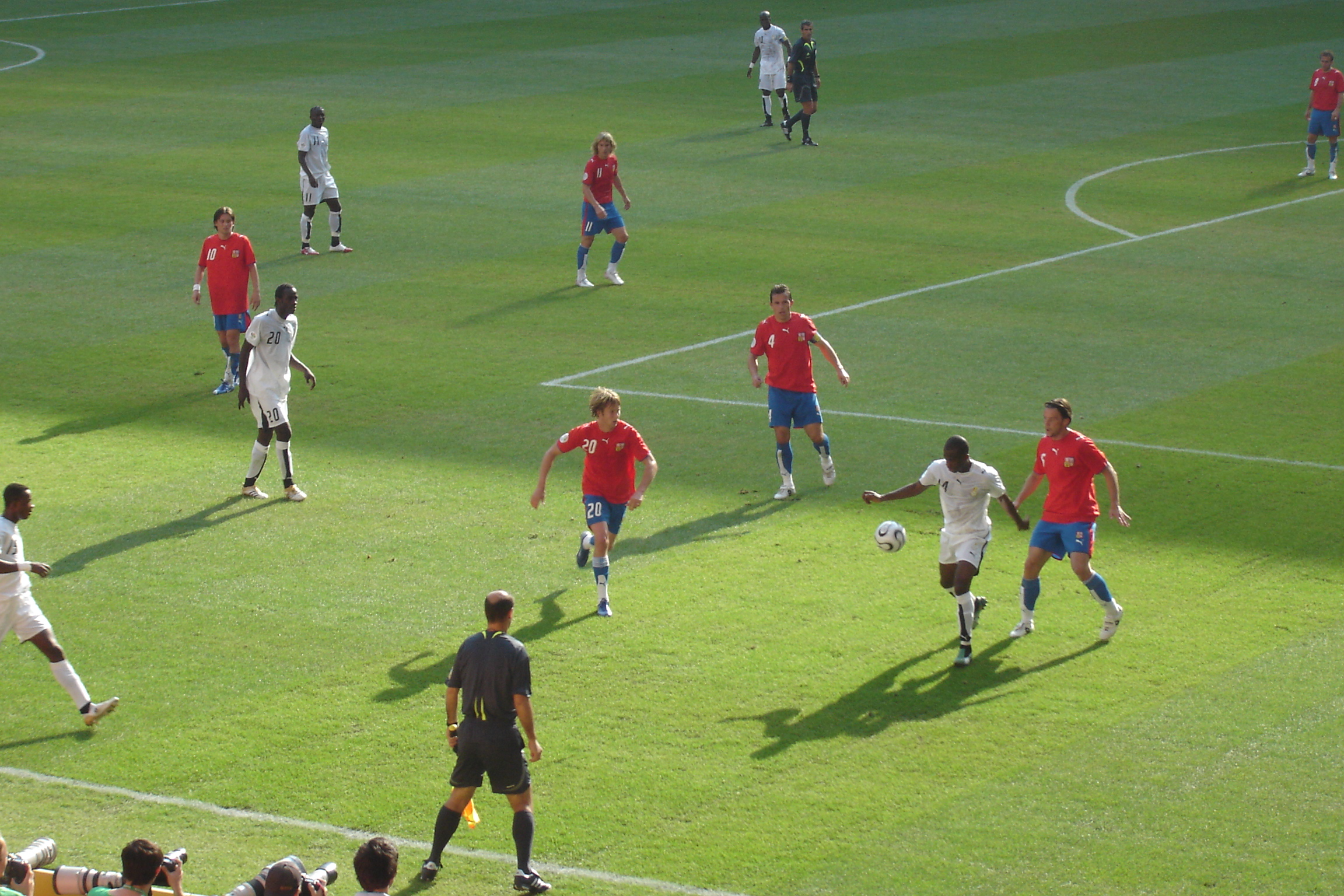
2006 FIFAワールドカップのガーナ代表戦

2002 FIFAワールドカップ予選では6-0で勝利したブルガリア代表戦で2ゴールを記録した。チームはデンマーク代表に次いで予選を2位で終え、ベルギー代表とのプレイオフに進んだ。ロシツキーは出場停止処分を受けていたため、1戦目は出場することは叶わず、チームは0-1で敗れた。2戦目には出場することができたが、1戦目と同様0-1で敗れ、本大会に出場することはできなかった。
UEFA EURO 2004では10番を背負い準決勝まで進んだ代表チームにおいて5試合中4試合に出場した。2006 FIFAワールドカップ予選では12試合に出場し、6ゴールを挙げた。チームはノルウェー代表とのプレイオフに進み、2戦目ではその試合唯一のゴールを記録し、2試合合計2-0で本大会への出場権を獲得した。
2006 FIFAワールドカップでは2006年6月12日に行われた緒戦のアメリカ代表戦で27メートルの距離から決めたミドルシュートを含む2ゴールを記録し、3-0の勝利に貢献したロシツキーはその試合のマン・オブ・ザ・マッチに選出された。2戦目のガーナ代表戦と3戦目のイタリア代表戦の2試合にもフル出場したが、両試合ともに0-2で敗れ、グループリーグで敗退が決定した。
2006年8月、パベル・ネドベドの代表引退に伴い、史上最年少でチェコ代表のキャプテンに指名された。2007年3月に行われ、1-2で敗れたUEFA EURO 2008予選のドイツ代表戦後にはホテルに売春婦を招いてパーティーを行ったとして、チェコサッカー協会からロシツキーを含めた参加者たちに合わせて100万チェコ・コルナの罰金を科され、後に謝罪会見を行った。予選では2007年11月に行われたスロバキア代表戦が最後の出場であり、UEFA EURO 2008の本大会はシーズン中に負った膝の怪我が完治せず、招集は見送られた。2009年9月9日に行われ、7-0で勝利した2010 FIFAワールドカップ予選のサンマリノ代表戦にスターティングメンバーとして56分間出場し、復帰まで20ヶ月を要した怪我から回復して初めて公式戦のピッチに立った。
キャプテンとして臨んだUEFA EURO 2012では、2-1で勝利した2戦目のギリシャ代表戦でアキレス腱を負傷し2試合の出場に終わり、チームは準々決勝でポルトガル代表に敗れた。
2015年6月12日に行われ、1-2で敗れたUEFA EURO 2016予選のアイスランド代表戦で100キャップを記録した。
2016年6月1日にロシツキーはUEFA EURO 2016に出場するチェコ代表のメンバーに選出された。35歳でグループリーグ初戦のスペイン代表戦に出場したロシツキーはチェコ代表史上最年長でUEFA欧州選手権に出場した選手となったが、UEFA EURO 2000に19歳で出場した際には史上最年少の選手であり、チェコ代表史上最年長と最年少で出場した両方の記録を持つことになった。

## プレイスタイル

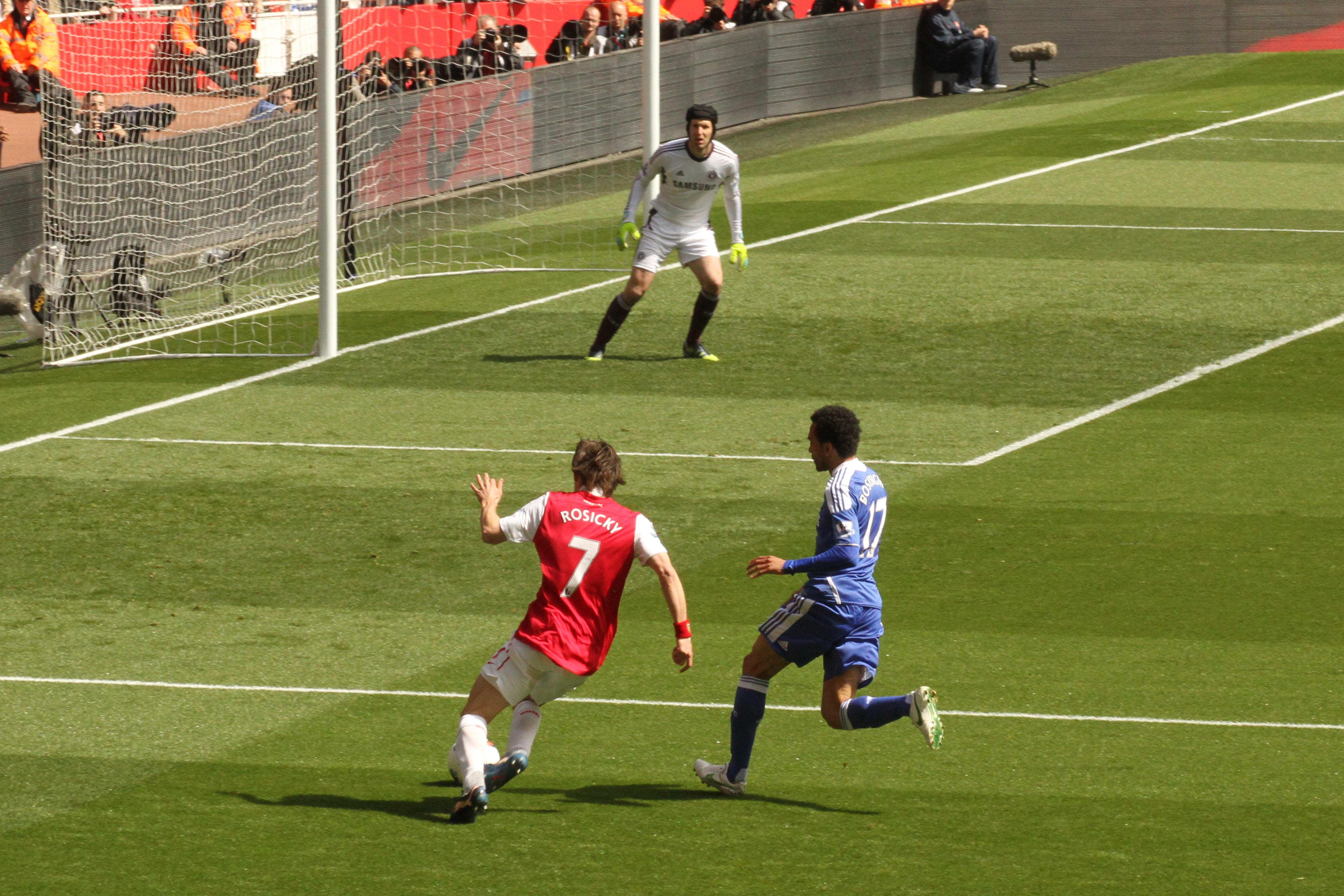
アウトフロトキックでセンターリングを上げるロシツキー（2012年）

EURO2000を前にBBCはロシツキーについて、「本物のプレイメイカー」であると紹介した。アーセナルの監督であるアーセン・ベンゲルは2006年にロシツキーを獲得した際に、「ボールコントロールと鋭いパスを送る点について素晴らしい技術を持っている」と話した。2010年に契約を延長した際にベンゲルはロシツキーについて「特別な才能」があり、「視野の広さとボールを扱う技術について卓越したものがある」と話し、2012年の契約延長の際には「技術的にはトップクラスの選手」だと話した。
ロシツキーはパスやシュートの際にアウトサイドキックを好んで用いることで知られており、ドイツでプレイしていた際には試合を統制するその能力から「リトル・モーツァルト」の愛称で親しまれた。デイヴィッド・ハイトナーは『ガーディアン』の記事の中でロシツキーについて、「チームにバランスをもたらし、組織化させるオールラウンドなミッドフィールダーだ」と述べた。
当時アーセナルの監督を務めていたアーセン・ベンゲルは「サッカーを愛する人はロシツキーを愛することになるだろう」と語った。

## 個人成績
| 所属クラブ             | シーズン | リーグ戦 | リーグ戦 | カップ戦 | カップ戦 | UEFA主催 | UEFA主催 | 期間通算 | 期間通算 |
| 所属クラブ             | シーズン | 出場     | 得点     | 出場     | 得点     | 出場     | 得点     | 出場     | 得点     |
| ---------------------- | -------- | -------- | -------- | -------- | -------- | -------- | -------- | -------- | -------- |
| スパルタ・プラハ       | 1998-99  | 3        | 0        | 2        | 0        | 0        | 0        | 5        | 0        |
| スパルタ・プラハ       | 1999-00  | 24       | 5        | 3        | 1        | 12       | 2        | 39       | 8        |
| スパルタ・プラハ       | 2000-01  | 14       | 3        | 2        | 0        | 7        | 1        | 23       | 4        |
| スパルタ・プラハ       | 期間通算 | 41       | 8        | 7        | 1        | 19       | 3        | 67       | 12       |
| ボルシア・ドルトムント | 2000-01  | 15       | 0        | 1        | 0        | 0        | 0        | 16       | 0        |
| ボルシア・ドルトムント | 2001-02  | 30       | 5        | 2        | 0        | 15       | 1        | 47       | 6        |
| ボルシア・ドルトムント | 2002-03  | 30       | 4        | 2        | 0        | 7        | 3        | 39       | 7        |
| ボルシア・ドルトムント | 2003-04  | 19       | 2        | 4        | 2        | 4        | 0        | 27       | 4        |
| ボルシア・ドルトムント | 2004-05  | 27       | 4        | 2        | 0        | 0        | 0        | 29       | 4        |
| ボルシア・ドルトムント | 2005-06  | 28       | 5        | 0        | 0        | 0        | 0        | 28       | 5        |
| ボルシア・ドルトムント | 期間通算 | 149      | 20       | 11       | 2        | 26       | 4        | 186      | 25       |
| アーセナル             | 2006-07  | 26       | 3        | 5        | 2        | 6        | 1        | 37       | 6        |
| アーセナル             | 2007-08  | 18       | 6        | 1        | 0        | 5        | 1        | 24       | 7        |
| アーセナル             | 2008-09  | 0        | 0        | 0        | 0        | 0        | 0        | 0        | 0        |
| アーセナル             | 2009-10  | 25       | 3        | 1        | 0        | 7        | 0        | 33       | 3        |
| アーセナル             | 2010-11  | 21       | 0        | 8        | 1        | 5        | 0        | 34       | 1        |
| アーセナル             | 2011-12  | 28       | 1        | 2        | 0        | 8        | 1        | 38       | 2        |
| アーセナル             | 2012-13  | 10       | 2        | 3        | 0        | 3        | 1        | 16       | 3        |
| アーセナル             | 2013-14  | 27       | 2        | 4        | 1        | 8        | 0        | 39       | 3        |
| アーセナル             | 2014-15  | 15       | 2        | 5        | 1        | 4        | 0        | 24       | 3        |
| アーセナル             | 2015-16  | 0        | 0        | 1        | 0        | 0        | 0        | 1        | 0        |
| アーセナル             | 期間通算 | 170      | 19       | 30       | 5        | 46       | 4        | 246      | 28       |
| スパルタ・プラハ       | 2016-17  | 1        | 0        | 0        | 0        | 0        | 0        | 1        | 0        |
| スパルタ・プラハ       | 2017-18  | 11       | 1        | 0        | 0        | 0        | 0        | 11       | 1        |
| 通算                   | 通算     | 12       | 1        | 0        | 0        | 0        | 0        | 12       | 1        |
| 総通算                 | 総通算   | 372      | 53       | 41       | 6        | 95       | 11       | 508      | 70       |

## 代表歴

### 出場大会
- チェコ代表
  - 2006 FIFAワールドカップ

### 試合数
- 国際Aマッチ 105試合 23得点（2000年-2016年）[61]

| チェコ代表 | 国際Aマッチ | 国際Aマッチ |
| 年         | 出場        | 得点        |
| ---------- | ----------- | ----------- |
| 2000       | 8           | 0           |
| 2001       | 10          | 2           |
| 2002       | 6           | 3           |
| 2003       | 7           | 1           |
| 2004       | 13          | 3           |
| 2005       | 8           | 6           |
| 2006       | 9           | 2           |
| 2007       | 7           | 2           |
| 2008       | 0           | 0           |
| 2009       | 3           | 0           |
| 2010       | 6           | 0           |
| 2011       | 8           | 1           |
| 2012       | 2           | 0           |
| 2013       | 6           | 1           |
| 2014       | 5           | 1           |
| 2015       | 2           | 0           |
| 2016       | 5           | 1           |
| 通算       | 105         | 23          |

### 得点
| #   | 開催日         | 開催地                                                           | 対戦国         | スコア | 結果 | 大会                        |
| --- | -------------- | ---------------------------------------------------------------- | -------------- | ------ | ---- | --------------------------- |
| 1.  | 2001年10月6日  | レトナ・スタジアム、プラハ                                       | ブルガリア     | 1–0    | 6–0  | 2002 FIFAワールドカップ予選 |
| 2.  | 2001年10月6日  | レトナ・スタジアム、プラハ                                       | ブルガリア     | 5–0    | 6–0  | 2002 FIFAワールドカップ予選 |
| 3.  | 2002年8月21日  | アンドルーヴ・スタディオン、オロモウツ                           | スロバキア     | 3–1    | 4–1  | 親善試合                    |
| 4.  | 2002年8月21日  | アンドルーヴ・スタディオン、オロモウツ                           | スロバキア     | 4–1    | 4–1  | 親善試合                    |
| 5.  | 2002年10月12日 | スタディオヌル・リパブリカン、キシナウ                           | モルドバ       | 2–0    | 2–0  | UEFA EURO 2004予選          |
| 6.  | 2003年4月30日  | ナ・スティーナドレヒ、テプリツェ                                 | トルコ         | 1–0    | 4–0  | 親善試合                    |
| 7.  | 2004年2月18日  | スタディオ・レンツォ・バルベラ、パレルモ                         | イタリア       | 2–2    | 2–2  | 親善試合                    |
| 8.  | 2004年6月2日   | レトナ・スタジアム、プラハ                                       | ブルガリア     | 3–0    | 3–1  | 親善試合                    |
| 9.  | 2004年10月13日 | ハンラペタカン・マルザダシ、エレバン                             | アルメニア     | 2–0    | 3–0  | 2006 FIFAワールドカップ予選 |
| 10. | 2005年3月26日  | ナ・スティーナドレヒ、テプリツェ                                 | フィンランド   | 2–0    | 4–3  | 2006 FIFAワールドカップ予選 |
| 11. | 2005年3月30日  | エスタディ・コムナル・ダンドラ・ラ・ベリャ、アンドラ・ラ・ベリャ | アンドラ       | 4–0    | 4–0  | 2006 FIFAワールドカップ予選 |
| 12. | 2005年6月4日   | スタディオン・ウ・ニシ、リベレツ                                 | アンドラ       | 6–1    | 8–1  | 2006 FIFAワールドカップ予選 |
| 13. | 2005年6月8日   | ナ・スティーナドレヒ、テプリツェ                                 | 北マケドニア   | 5–1    | 6–1  | 2006 FIFAワールドカップ予選 |
| 14. | 2005年10月12日 | ヘルシンキ・オリンピック・スタジアム、ヘルシンキ                 | フィンランド   | 1–0    | 3–0  | 2006 FIFAワールドカップ予選 |
| 15. | 2005年11月16日 | レトナ・スタジアム、プラハ                                       | ノルウェー     | 1–0    | 1–0  | 2006 FIFAワールドカップ予選 |
| 16. | 2006年6月12日  | ヴェルティンス・アレーナ、ゲルゼンキルヒェン                     | アメリカ合衆国 | 2–0    | 3–0  | 2006 FIFAワールドカップ     |
| 17. | 2006年6月12日  | ヴェルティンス・アレーナ、ゲルゼンキルヒェン                     | アメリカ合衆国 | 3–0    | 3–0  | 2006 FIFAワールドカップ     |
| 18. | 2007年9月8日   | スタディオ・オリンピコ、サン・マリノ                             | サンマリノ     | 1–0    | 3–0  | UEFA EURO 2008予選          |
| 19. | 2007年11月17日 | レトナ・スタジアム、プラハ                                       | スロバキア     | 3–0    | 3–1  | UEFA EURO 2008予選          |
| 20. | 2011年2月9日   | スタディオ・アルト・ドロシナ、プーラ                             | クロアチア     | 2–2    | 2–4  | 親善試合                    |
| 21. | 2013年9月6日   | レトナ・スタジアム、プラハ                                       | アルメニア     | 1–1    | 1–2  | 2014 FIFAワールドカップ予選 |
| 22. | 2014年3月5日   | レトナ・スタジアム、プラハ                                       | ノルウェー     | 1–0    | 2–2  | 親善試合                    |
| 23. | 2016年6月1日   | ティヴォリ・シュターディオン、インスブルック                     | ロシア         | 1–1    | 2–1  | 親善試合                    |

## タイトル

### クラブ
ACスパルタ・プラハ
- ガンブリヌス・リガ：2回 (1998-99, 1999-2000)

ボルシア・ドルトムント
- ブンデスリーガ：1回 (2001-02)

アーセナルFC
- FAカップ：2回 (2013-14, 2014-15)
- FAコミュニティ・シールド：2回 (2014, 2015)

### 個人
- チェコ年間最優秀選手：3回 (2001, 2002, 2006)
- アーセナル月間最優秀選手：3回 (2012年3月, 2012年4月, 2014年3月)

## パーソナルライフ
ロシツキーはディフェンスの選手として15年のキャリアを送ったサッカー選手であるイジーの息子である。2013年6月にガールフレンドのラドカ・コクロヴァの間に息子ディランを授かり、2014年5月に交際11年目にして入籍をした。
18ヶ月間怪我でピッチから離れていた時にギターの腕を磨き、チェコのロックバンドである「トゥリ・セストリィ」のコンサートで演奏を披露した。